# April Bowlby
April Michelle Bowlby (Vallejo, 30 de julho de 1980) é uma atriz e modelo americana. Ela é conhecida por interpretar Kandi na série de comédia Dois Homens e Meio (2006–2015) da CBS, Stacy Barrett em Drop Dead Diva (2009–2014) e Rita Farr em Titans (2018) e Doom Patrol (2019–presente).

## Vida
Bowlby nasceu em Vallejo, Califórnia. Ela se mudou para Manteca, Califórnia, quando criança, e frequentou a East Union High School. Estudou balé, francês e biologia marinha na Moorpark College, e começou uma carreira de modelo antes de decidir atuar. Ela estudou drama com Ivana Chubbuck.

## Carreira
Bowlby garantiu o papel de Kandi na série de televisão Dois Homens e Meio poucos meses depois de suas primeiras audições. Ela também é conhecida por seu papel como Stacy Barrett em Drop Dead Diva. Ela interpretou a ex-namorada obsessiva de Barney Stinson, Meg, em How I Met Your Mother, e fez aparições em CSI, Psych e CSI: NY. Ela já apareceu em filmes como All Roads Lead Home (2008), The Slammin' Salmon (2009), e From Prada to Nada (2011).
Ela interpreta Rita Farr em Titans, bem como sua série derivada Doom Patrol.

## Filmografia

### Filmes
| Ano  | Título              | Papel   | Notas     |
| ---- | ------------------- | ------- | --------- |
| 2007 | Sands of Oblivion   | Heather | Telefilme |
| 2008 | All Roads Lead Home | Natasha |           |
| 2009 | The Slammin' Salmon | Mia     |           |
| 2011 | From Prada to Nada  | Olivia  | [ 11 ]    |

### Televisão
| Ano  | Título                         | Papel            | Notas                                |
| ---- | ------------------------------ | ---------------- | ------------------------------------ |
| 2004 | CSI: Crime Scene Investigation | Kaitlin Rackish  | ep: "What's Eating Gilbert Grissom?" |
| 2005 | CSI: NY                        | Jenny Lee        | ep: "Crime and Misdemeanor"          |
| 2005 | Stacked                        | Jasmine          | ep: "The Ex-Appeal"                  |
| 2005 | Freddie                        | Sydney           | ep: "Rich Man, Poor Girl"            |
| 2005 | Two and a Half Men             | Kandi            | 16 episódios (2005-2012)             |
| 2007 | How I Met Your Mother          | Meg              | 4 episódios (2007-2014)              |
| 2008 | Out of Jimmy's Head            | Princesa Gugulfa | ep: "Princess"                       |
| 2009 | Kath & Kim                     | Ashley           | ep: "Bachelorette"                   |
| 2009 | Drop Dead Diva                 | Stacy Barret     | 2009-2014                            |
| 2010 | CSI: Crime Scene Investigation | Marta Petrovich  | ep: "Unshockable"                    |
| 2010 | Psych                          | Lauren Lassiter  | ep: "Dead Bear Walking"              |
| 2015 | Mom                            | Selene           | ep: "Cheeseburger Salad and Jazz"    |
| 2015 | You're the Worst               | Bernadette       | ep: "Born Dead"                      |
| 2017 | The Big Bang Theory            | Rebecca          | ep: "The Separation Agitation"       |
| 2018 | Titans                         | Rita Farr        | Recorrente                           |
| 2019 | Doom Patrol                    | Rita Farr        | Principal                            |